# Weather Report (岩崎良美のアルバム)
『Weather Report』（ウェザー・リポート）は、1981年7月21日にリリースされた岩崎良美の3枚目のオリジナルアルバム。発売元はキャニオンレコード。

## 概要
「I THINK SO」のニューバージョン、「四季」、最新シングル「LA WOMAN」など3枚のシングル曲を収録した全10曲。LPはハーフ・スピード・カッティングを採用した高音質レコード仕様で、特典ポスターが添付された。ジャケット写真は篠山紀信が撮影している。
この頃から、岩崎自身が音楽制作に対して積極的に意見や希望を出すようになった。
本作はポニーキャニオンの ″名盤シリーズ″ の一つとして、シングル曲8曲を追加収録し、『Weather Report+シングルコレクション』のタイトルで2008年に復刻されたほか、人気投票によって収録曲が決まる『岩崎良美 CD-BOX 80-87 ぼくらのベスト』では全楽曲が収録されるなど、人気の高い作品である。『岩崎良美 debut 30th Anniversary CD-BOX』および2021年3月に再発売された『80-84 ぼくらのベスト 岩崎良美 CD-BOX』ではDISC-3に収録された。

## 収録曲

### LP／CT
| #         | タイトル                              | 作詞       | 作曲       | 編曲      | 時間  |
| --------- | ------------------------------------- | ---------- | ---------- | --------- | ----- |
| 1.        | 「Good-day Sunshine」                 | 大津あきら | ケン田村   | 大村雅朗  | 4:34  |
| 2.        | 「I THINK SO〈New Version〉」         | 岡田冨美子 | 網倉一也   | 船山基紀  | 3:39  |
| 3.        | 「LA WOMAN」                          | 大津あきら | 南佳孝     | 船山基紀  | 3:16  |
| 4.        | 「CITY ポルカ」                       | 来生えつこ | 来生たかお | 大村雅朗  | 5:20  |
| 5.        | 「今夜は私RICHな気分〈New Version〉」 | 丹羽しげお | 佐藤準     | 佐藤準    | 4:48  |
| 合計時間: | 合計時間:                             | 合計時間:  | 合計時間:  | 合計時間: | 21:37 |

| #         | タイトル                       | 作詞       | 作曲      | 編曲      | 時間  |
| --------- | ------------------------------ | ---------- | --------- | --------- | ----- |
| 1.        | 「Baby Love」                  | 尾崎亜美   | 尾崎亜美  | 鈴木茂    | 3:44  |
| 2.        | 「四季」                       | 丹羽しげお | 佐藤準    | 佐藤準    | 4:49  |
| 3.        | 「東海岸 イーストコースト」    | 山上路夫   | 南佳孝    | 大村雅朗  | 3:31  |
| 4.        | 「夏をひとりじめ」             | 有馬三恵子 | 岩沢二弓  | 船山基紀  | 2:41  |
| 5.        | 「アビ・ルージュの息づかいで」 | 吉村美知子 | 佐藤準    | 佐藤準    | 3:59  |
| 合計時間: | 合計時間:                      | 合計時間:  | 合計時間: | 合計時間: | 18:44 |

| #         | タイトル                              | 作詞       | 作曲       | 編曲      | 時間  |
| --------- | ------------------------------------- | ---------- | ---------- | --------- | ----- |
| 1.        | 「Good-day Sunshine」                 | 大津あきら | ケン田村   | 大村雅朗  | 4:34  |
| 2.        | 「I THINK SO〈New Version〉」         | 岡田冨美子 | 網倉一也   | 船山基紀  | 3:39  |
| 3.        | 「LA WOMAN」                          | 大津あきら | 南佳孝     | 船山基紀  | 3:16  |
| 4.        | 「CITY ポルカ」                       | 来生えつこ | 来生たかお | 大村雅朗  | 5:20  |
| 5.        | 「今夜は私RICHな気分〈New Version〉」 | 丹羽しげお | 佐藤準     | 佐藤準    | 4:48  |
| 6.        | 「Baby Love」                         | 尾崎亜美   | 尾崎亜美   | 鈴木茂    | 3:44  |
| 7.        | 「四季」                              | 丹羽しげお | 佐藤準     | 佐藤準    | 4:49  |
| 8.        | 「東海岸 イーストコースト」           | 山上路夫   | 南佳孝     | 大村雅朗  | 3:31  |
| 9.        | 「夏をひとりじめ」                    | 有馬三恵子 | 岩沢二弓   | 船山基紀  | 2:41  |
| 10.       | 「アビ・ルージュの息づかいで」        | 吉村美知子 | 佐藤準     | 佐藤準    | 3:59  |
| 合計時間: | 合計時間:                             | 合計時間:  | 合計時間:  | 合計時間: | 40:21 |

| #         | タイトル                 | 作詞       | 作曲      | 編曲      | 時間  |
| --------- | ------------------------ | ---------- | --------- | --------- | ----- |
| 11.       | 「赤と黒」               | なかにし礼 | 芳野藤丸  | 大谷和夫  | 4:31  |
| 12.       | 「涼風」                 | 来生えつこ | 芳野藤丸  | 大谷和夫  | 4:49  |
| 13.       | 「あなた色のマノン」     | なかにし礼 | 芳野藤丸  | 大谷和夫  | 3:40  |
| 14.       | 「ごめんねDarling」      | 尾崎亜美   | 尾崎亜美  | 鈴木茂    | 3:24  |
| 15.       | 「愛してモナムール」     | 安井かずみ | 加藤和彦  | 清水信之  | 3:28  |
| 16.       | 「どきどき旅行」         | 安井かずみ | 加藤和彦  | 清水信之  | 3:33  |
| 17.       | 「Vacance」              | 青木茗     | パンタ    | 清水信之  | 4:03  |
| 18.       | 「化粧なんて似合わない」 | 尾崎亜美   | 尾崎亜美  | 鈴木茂    | 4:15  |
| 合計時間: | 合計時間:                | 合計時間:  | 合計時間: | 合計時間: | 31:43 |

## 参加ミュージシャン
- LPのライナーノートより[4]

| Good-day Sunshine - E. Guitar：矢島賢 - F. Guitar：吉川忠英 - Bass：松下英二 - Drums：滝本季延 - Keyboards：田代マキ - Latin Percussion：ペッカー - Chorus：EVE I THINK SO - E. Guitar：芳野藤丸 - Bass：長岡道夫 - Drums：山木秀夫 - Keyboards：大谷和夫 - Latin Percussion：斎藤ノブ LA WOMAN - E. Guitar：矢島賢 - F. Guitar：笛吹利明 - Bass：長岡道夫 - Drums：島村英二 - Keyboards：山田秀俊 - Latin Percussion：浜口茂外也 - Chorus：BUZZ CITY ポルカ - E. Guitar：鈴木茂 - F. Guitar：吉川忠英 - Bass：松下英二 - Drums：滝本季延 - Keyboards：山田秀俊、田代マキ - Latin Percussion：ペッカー - Chorus：東郷昌和、小出博志、尾形道子 今夜は私RICHな気分 - E. Guitar：今剛 - F. Guitar：笛吹利明 - Bass：岡沢茂 - Drums：林立夫 - Keyboards：佐藤準 - Latin Percussion：浜口茂外也 - Chorus：浜口茂外也、岡沢茂、町支寛二、広松美和、比山清 | Baby Love - E. Guitar：鈴木茂 - F. Guitar：笛吹利明 - Bass：岡沢茂 - Drums：渡嘉敷祐一 - Keyboards：佐藤準 - Latin Percussion：浜口茂外也 - Chorus：尾崎亜美 四季 - E. Guitar：芳野藤丸 - F. Guitar：笛吹利明 - Bass：岡沢茂 - Drums：菊地丈夫 - Keyboards：佐藤準 - Latin Percussion：石井コータロー - Chorus：佐藤準、町支寛二、広松美和 東海岸 イーストコースト - E. Guitar：鈴木茂 - F. Guitar：吉川忠英 - Bass：松下英二 - Drums：滝本季延 - Keyboards：山田秀俊 - Latin Percussion：ペッカー 夏をひとりじめ - E. Guitar：矢島賢 - F. Guitar：笛吹利明 - Bass：長岡道夫 - Drums：島村英二 - Keyboards：山田秀俊 - Latin Percussion：浜口茂外也 - Chorus：ブレッド&バター アビ・ルージュの息づかいで - E. Guitar：鈴木茂、今剛 - F. Guitar：笛吹利明 - Bass：岡沢茂 - Drums：林立夫 - Keyboards：佐藤準 - Latin Percussion：浜口茂外也 - Chorus：佐藤準、岡沢茂、広松美和、比山清 |

## 関連作品
- 80-87 ぼくらのベスト 岩崎良美 CD-BOX – （2002年7月17日）- ポニーキャニオンショッピングクラブ
- 80-84 ぼくらのベスト 岩崎良美 CD-BOX – （2004年1月7日）DISC 3「Weather Report」初の全曲CD化 - ポニーキャニオンショッピングクラブ
- Myこれ！チョイス 04 Weather Report＋シングルコレクション（2008年7月16日）- 復刻
- 岩崎良美 debut 30th Anniversary CD-BOX（2010年2月17日）- HQCD・紙ジャケット仕様で復刻

## 参考資料
- オリコン『ALBUM CHART-BOOK COMPLETE EDITION 1970-2005』オリコン・マーケティング・プロモーション、2006年4月。ISBN 9784871310772。
- 岩崎良美『Weather Report』（ライナーノーツ）キャニオン・レコード、1981年7月21日。C28A0168。